# San Giovanni degli Eremiti

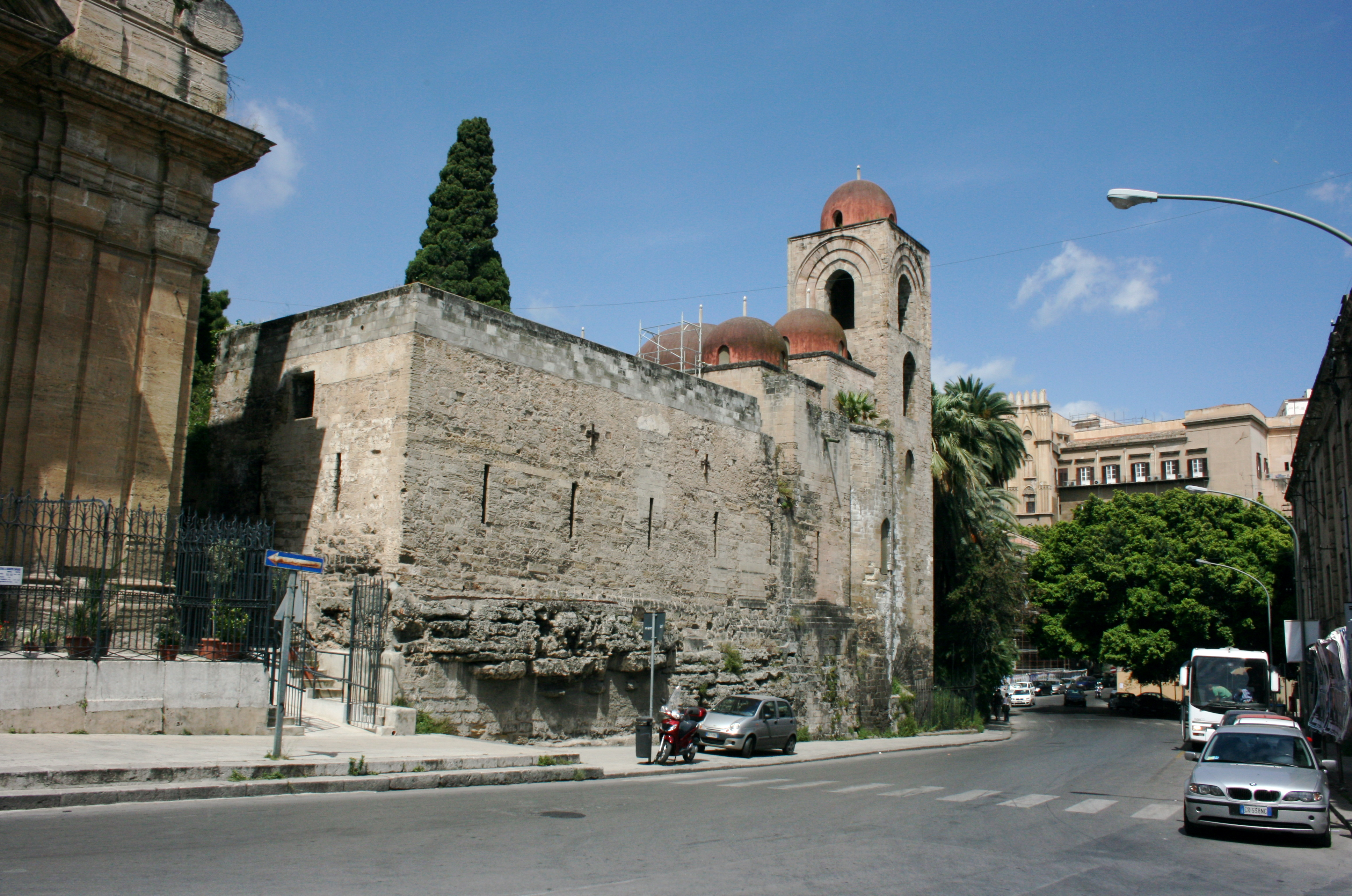
San Giovanni degli Eremiti

San Giovanni degli Eremiti ist ein normannisches Kirchengebäude in Palermo nahe dem Normannenpalast.

## Geschichte

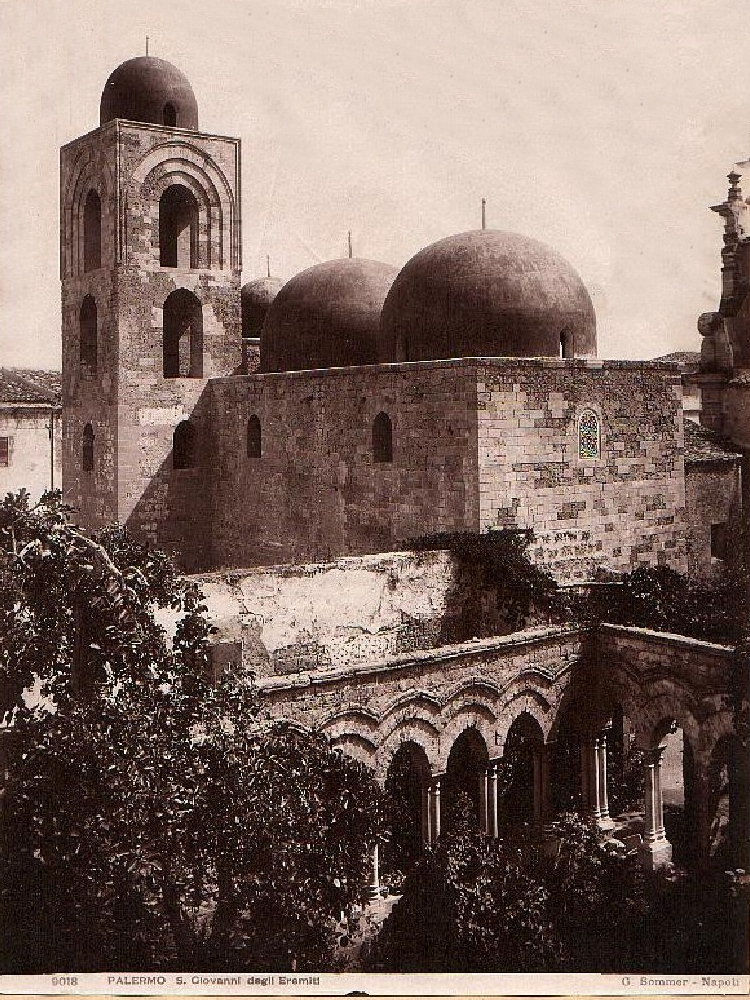
Historisches Foto von Kreuzgang und Kirche

Das Gebäude besteht aus mehreren Teilen aus unterschiedlichen Epochen.
Auf der Stelle des heutigen Gebäudes wurde zur Zeit Papst Gregors im 6. Jahrhundert eine Kirche errichtet, die dem heiligen S. Ermete gewidmet war. Aus einer Wortverdrehung soll der Namen S. Giovanni degli Eremiti entstanden sein. Im 10. Jahrhundert wurde dort ein Vorgängerbau im arabischen Stil errichtet. Dieser Vorgängerbau bestand aus einem ummauerten rechteckigen Hof, der an der Nordseite einen Säulengang aufwies und an dessen Ostseite ein etwa 6 × 18 m großer Saal lag. In der Mittelachse dieses arabischen Saales waren fünf quadratische Pfeiler angeordnet, die den Saal in zwei Schiffe unterteilten. Jedes der so entstandenen sechs Joche war auf beiden Seiten von einem Kreuzgewölbe überspannt, der Saal insgesamt also von zwölf Kreuzgewölben.
Die Kirche wurde von Roger II. kurz nach seiner Bestätigung als König von Sizilien 1130 als Teil des ältesten lateinischen Klosters in Palermo errichtet und 1143 fertiggestellt.
Die Nordmauer des Hofs wurde als Südmauer der Kirche verwendet. Das Querhaus wurde in den arabischen Saal hineingebaut, der Rest des Saals als Sakristei verwendet.
1464 wurde San Giovanni degli Eremiti dem Benediktinerkloster San Martino delle Scale unterstellt, 1524 den Benediktinern von Monreale überlassen. Im Lauf der Jahrhunderte wurden um die Kirche herum weitere Klostergebäude und Wohnungen angelegt.
1877 wurde die Kirche durch Giuseppe Patricolo freigelegt und restauriert. Dabei wurden unter anderem die Apsis und die Nordfassade der Kirche freigelegt und im Inneren der zwischenzeitlich aufgetragene Stuck entfernt. Bei dieser Gelegenheit wurden auch die nachmittelalterlichen Bauten wieder abgerissen. Die rote Bemalung erhielten die Kuppeln erst im 20. Jahrhundert.

## Das Äußere
Das Kirchengebäude erhebt sich über dem Grundriss eines T oder Antoniuskreuzes. Das breite Langhaus verläuft in West-Ost-Richtung und trägt zwei große Kuppeln mit Tambour.
Das Querhaus, das etwa halb so breit ist wie das Langhaus, verläuft an dessen Ostseite in Nord-Süd-Richtung zeigt eine eigentümliche Höhenstufung: Der südliche Querarm ist so hoch wie das Langhaus und trägt eine kleinere gestelzte Kuppel als das Langhaus. Der Mittelteil des Querhauses ist höher als das Langhaus und trägt ebenfalls eine kleinere gestelzte Kuppel. An seiner Ostseite springt eine Apsis aus der Mauerflucht vor. Der nördliche Querarm trägt einen Turm mit großen spitzbogigen Fensteröffnungen, die im obersten Geschoss von dreifach gestuften Blendbögen umrahmt sind. Auch der Turm trägt eine kleinere gestelzte Kuppel.
An der Ostfassade schließt die Mauer des ehemaligen arabischen Saals südlich an das Querhaus an. Sie hat nur schmale schießschartenförmige Fensteröffnungen. Auch die Südmauer des ehemaligen arabischen Gebäudekomplexes ist erhalten, die Westmauer fehlt jedoch.
Südlich des Komplexes steht die barocke Kirche San Giorgio in Kemonia.

## Das Innere

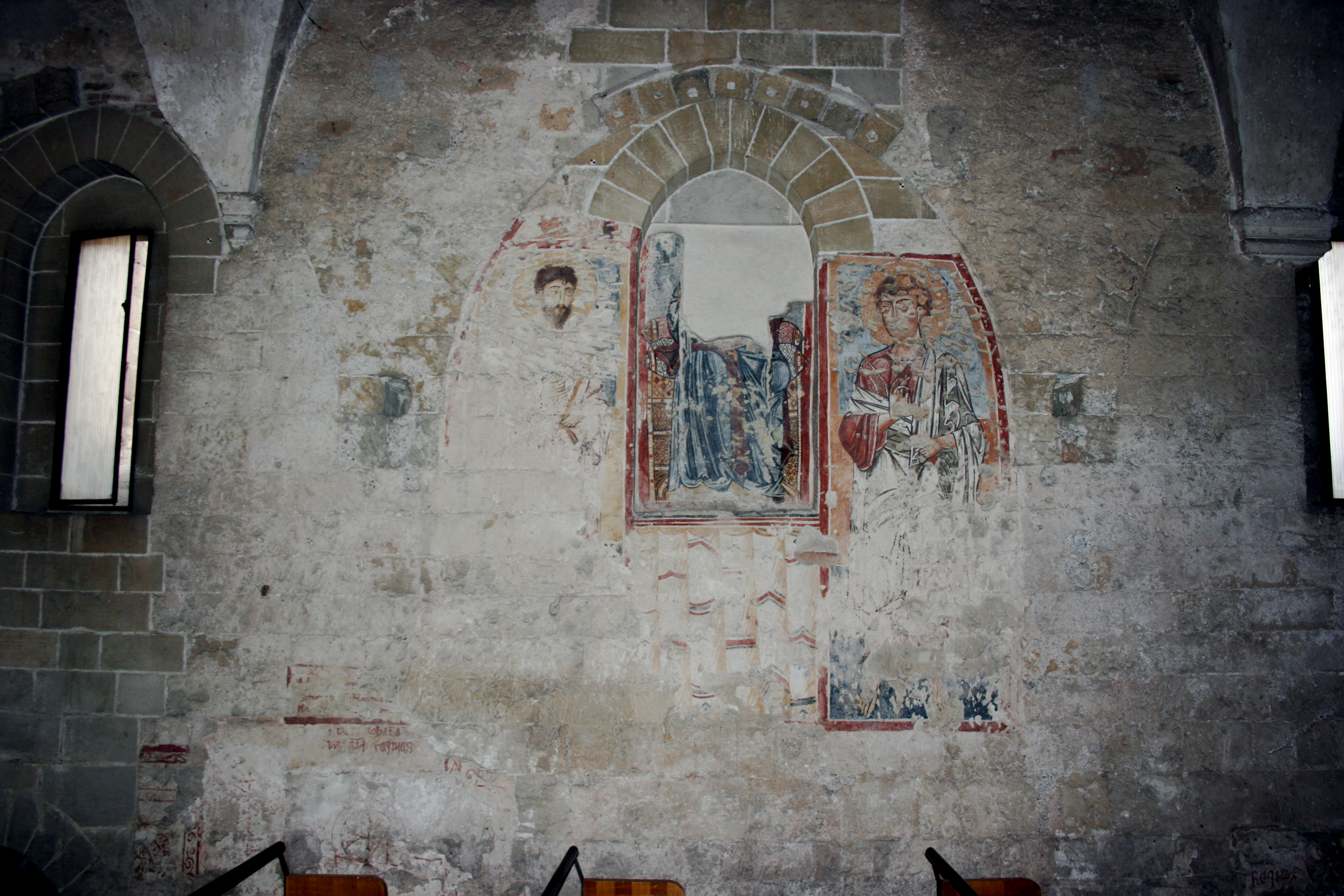
Freskenreste in der Sakristei

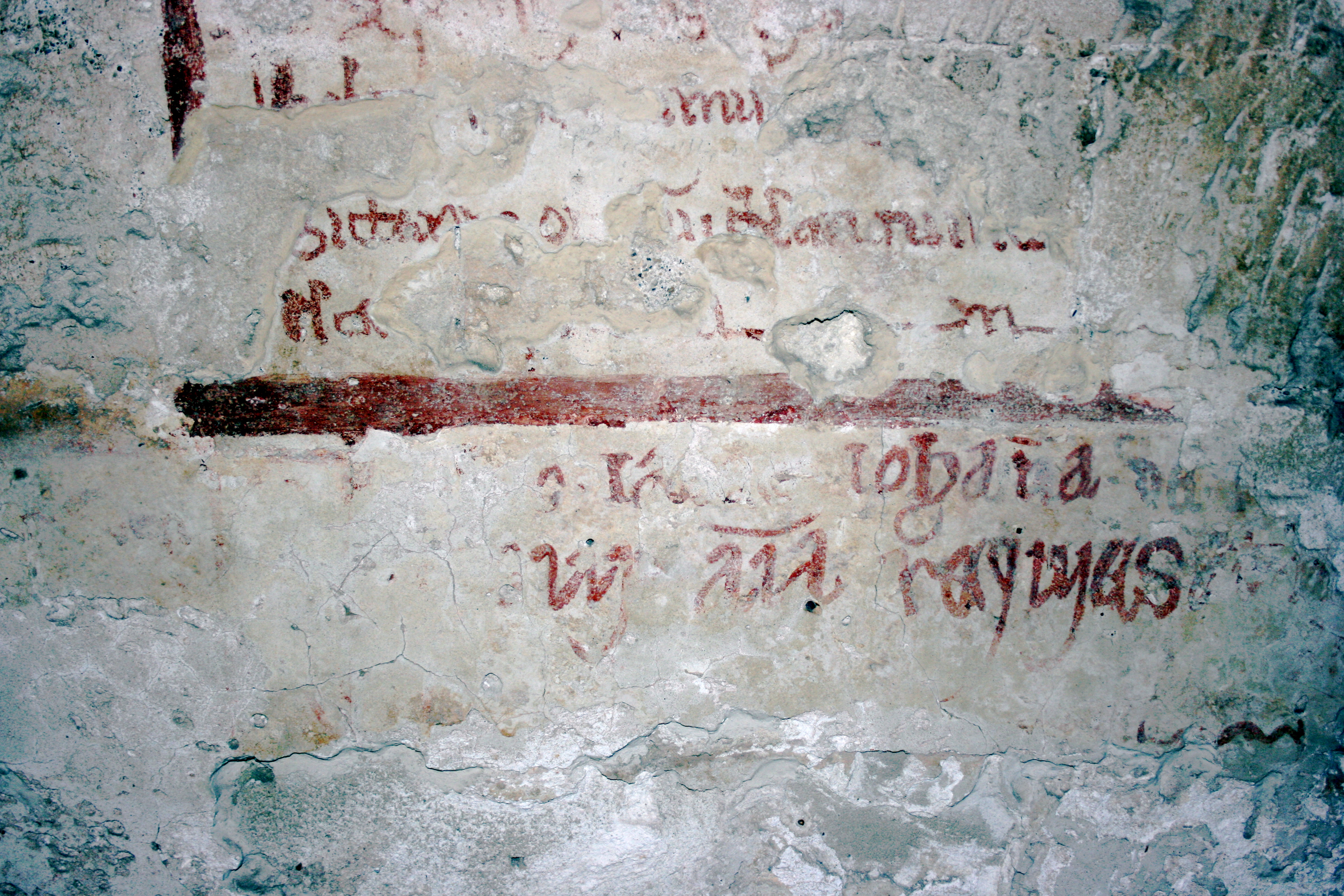
Wandinschrift in der Sakristei

An der Westseite gelangt man in das Langhaus, das durch einen Bogen in zwei etwa quadratische Joche unterteilt ist. Jedes dieser Joche ist von einer Kuppel überwölbt. Der Übergang zwischen dem quadratischen Unterbau und der Kuppel erfolgt über dreistufige Trompen.
Das Querhaus ist durch Spitzbogen in drei Räume mit Apsiden geteilt. Von den drei Apsiden ist die mittlere nahezu halbkreisförmig, sie ist auch an der Außenseite zu sehen. Die beiden seitlichen Apsiden dagegen sind so flach, dass sie innerhalb der Dicke der Außenmauer bleiben.
Aus dem rechten Querarm des Querhauses gelangt man in den ehemaligen arabischen Saal, der später als Sakristei diente. Reste der Pfeiler und der ursprünglichen Gewölbeansätze sind noch zu erkennen. Heute ist der Raum von drei Kreuzgewölben überspannt. Die ursprünglich spitzbogigen Fenster sind bis auf einen schmalen Spalt zugemauert. In einer spitzbogigen Nische sind Reste eines Freskos einer thronenden Muttergottes zu sehen, die von zwei Heiligen umgeben ist. Auch einige Reste roter Inschriften befinden sich an den Wänden.

## Kreuzgang

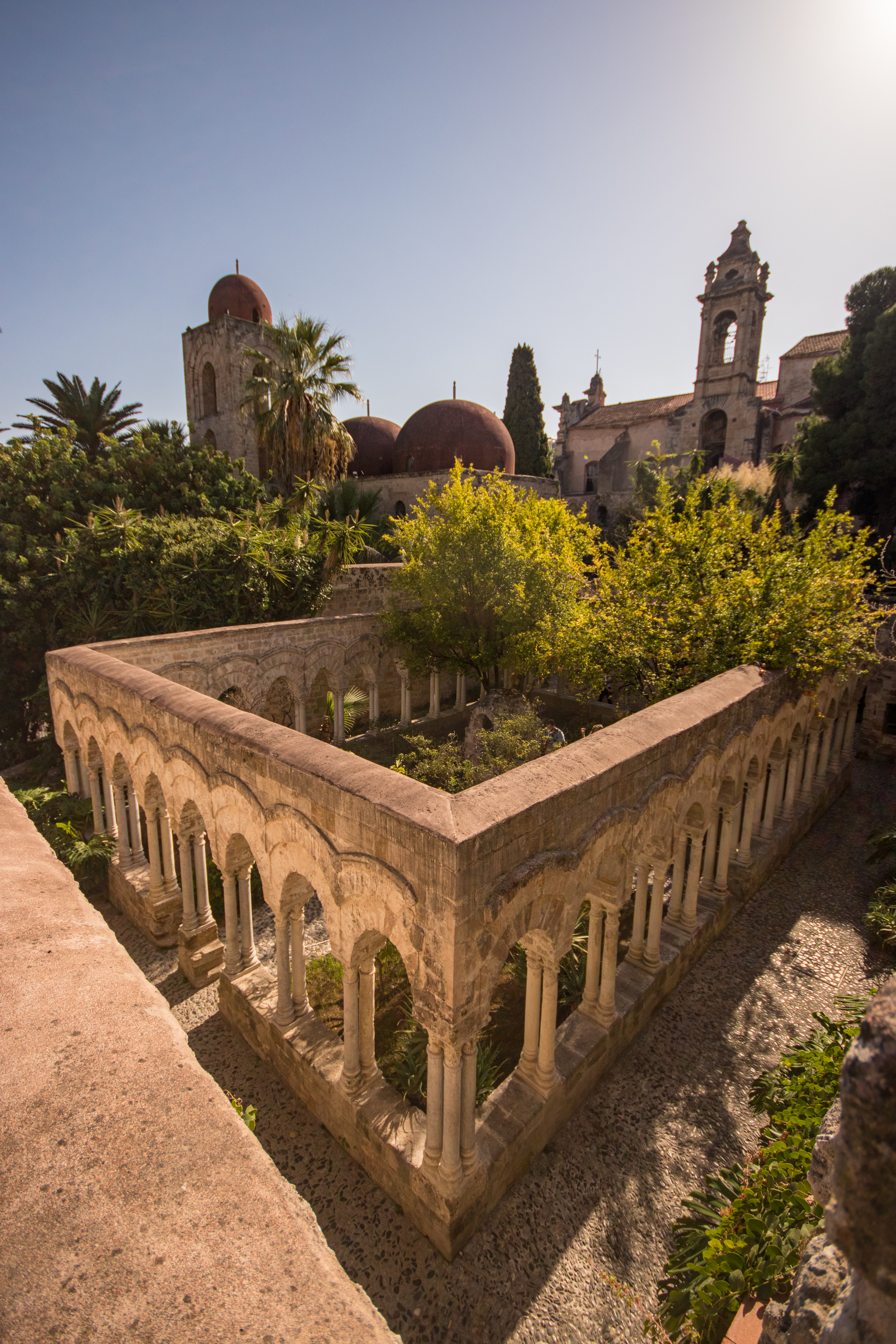
Kreuzgang und Kirche

Der Kreuzgang befindet sich nordwestlich des Langhauses. Er stammt aus dem 13. Jahrhundert oder wurde dann umgestaltet. Er gehörte wahrscheinlich zu den zerstörten Gebäuden des Konventes. Doppelsäulen aus Marmor tragen die leicht spitzbogigen Arkaden. In der Mitte des Kreuzgangs steht ein Brunnen.